# Grasseiana callosa
Grasseiana callosa är en stekelart som beskrevs av Abdurahiman och Joseph 1968. Grasseiana callosa ingår i släktet Grasseiana och familjen fikonsteklar.
Artens utbredningsområde är Filippinerna. Inga underarter finns listade i Catalogue of Life.